# Xã Hanover, Quận Cook, Illinois
Xã Hanover (tiếng Anh: Hanover Township) là một xã thuộc quận Cook, tiểu bang Illinois, Hoa Kỳ. Năm 2010, dân số của xã này là 99.538 người.